# ناقوس لوله‌ای
ناقوس لوله‌ای (به انگلیسی: tubular bells) سازی است از دستهٔ سازهای کوبه‌ای در انواع مختلف با کوک معین و با ساختمانی از یک چهارچوب پایه‌دار.

## ساختار
در چهارچوب «ناقوس لوله‌ای» دو ردیف قرار دارد. در ردیف جلو، نت‌های دیاتونیک گام با وسعتی حدود یک اکتاو و در ردیف عقب نت‌های کروماتیک گام قرار گرفته‌است. «ناقوس لوله‌ای» با یک چکش که بر سر لوله نواخته می‌شود به صدا درمی‌آید.

## نگارخانه

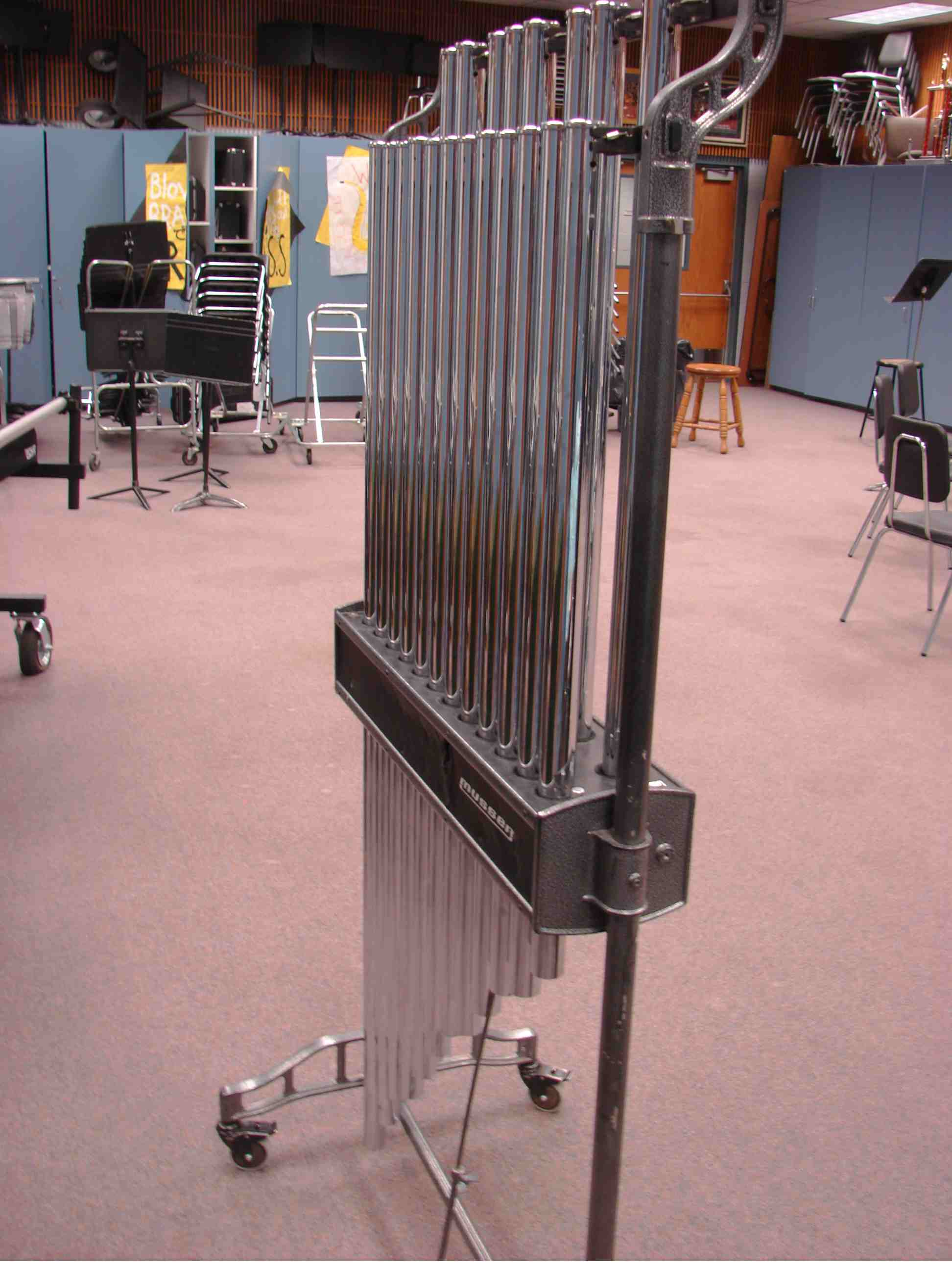
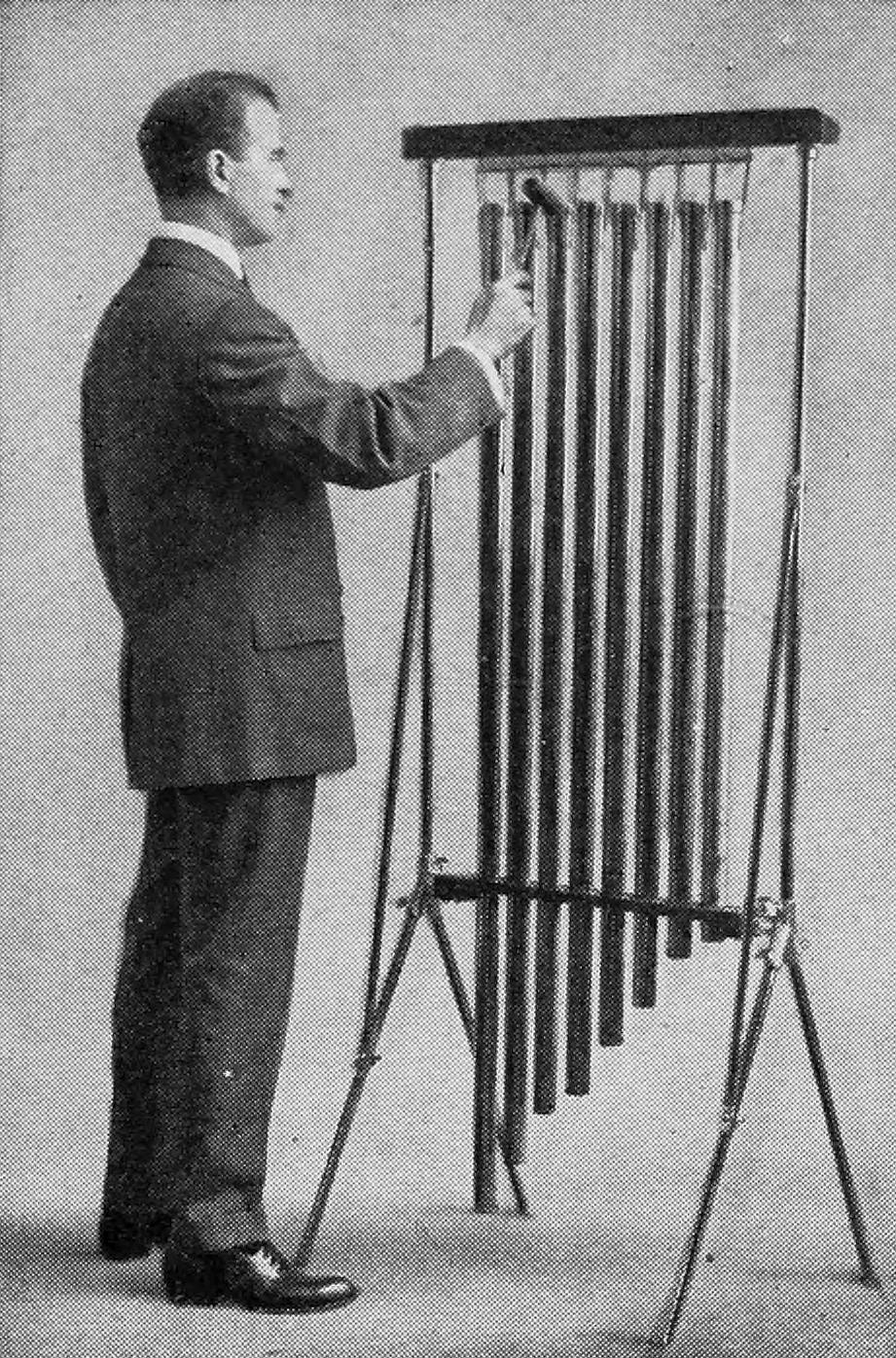
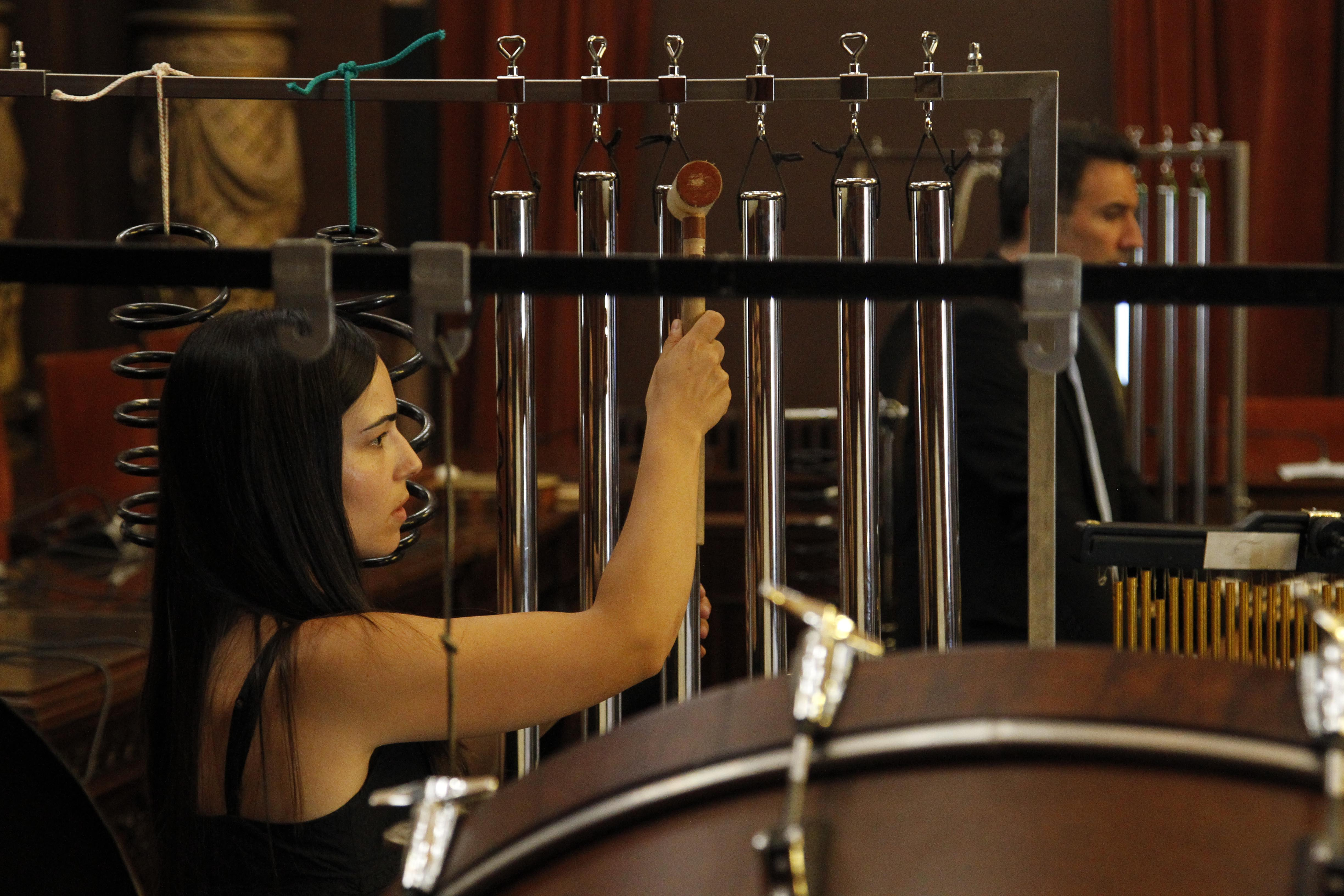
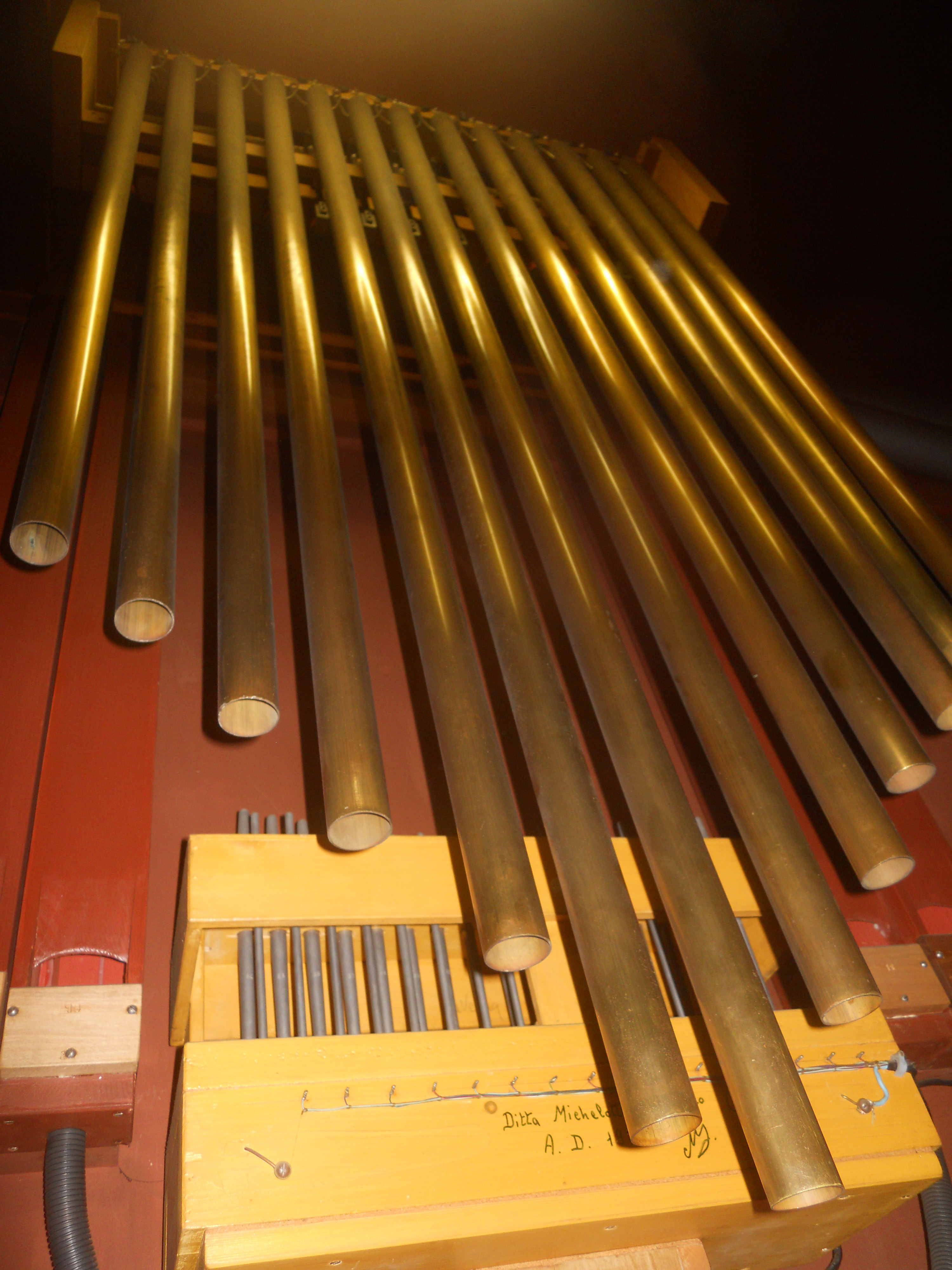
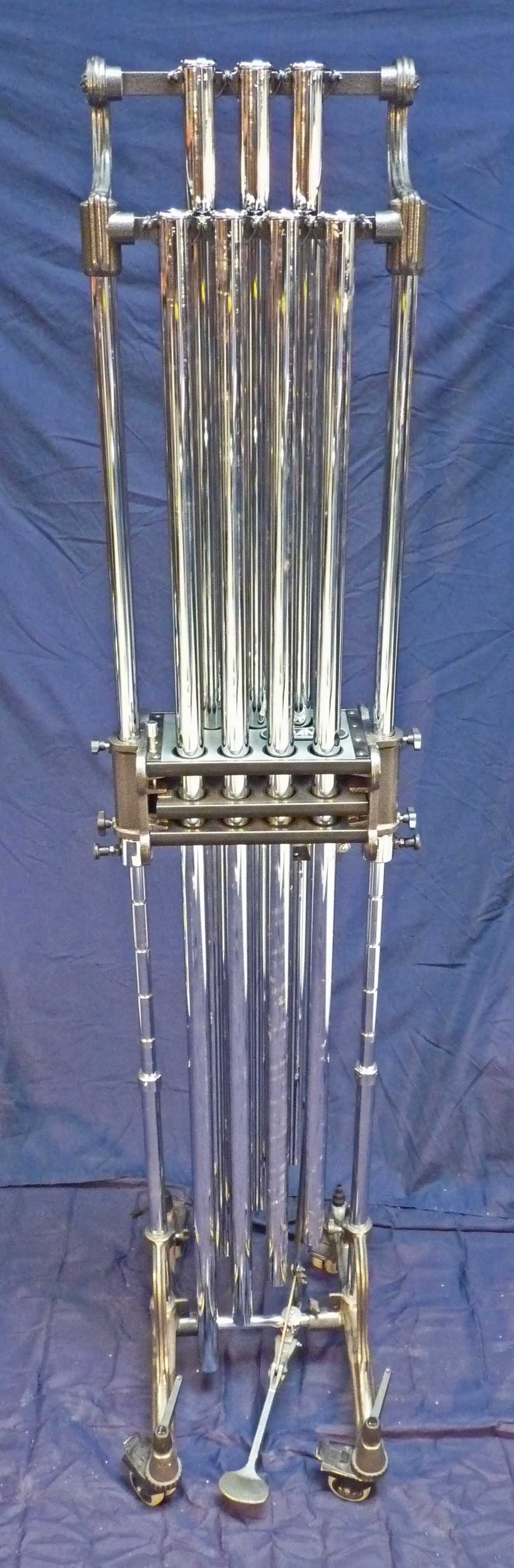